# 普霍瓦 (里夫內區)
50°44′39″N 26°22′10″E / 50.74417°N 26.36944°E

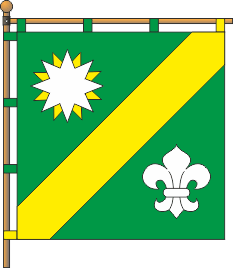
普霍瓦村的旗帜

普霍瓦（烏克蘭語：Пухова），是烏克蘭西北部里夫内州里夫内区亞歷山德里亞市鎮的村落。始建於1747年，面積0.2平方公里，海拔高度186米，2001年人口218，人口密度每平方公里1,090人。